# 마이폴학교
마이폴학교는 수학위주로 가르치는 대안학교이다. 한국 최초의 수학학교이다. 폴수학학교에서 교명이 변경되었다. 
구 어룡초등학교자리에 있다.

## 사건
부가가치세가 부과되었다가 청주지방법원 2018구합3825 소송에서 패했다. 이후 대안교육기관법이 제정되자 2022년 대안교육기관으로 등록되어 부가가치세를 내지 않게 되었다.